# Вейвода, Отакар
Отакар Вейвода (чеш. Otakar Vejvoda, родился 18 июня 1972 в Кладно) — бывший чешский хоккеист, нападающий. Чемпион мира 1996 года. В настоящее время — главный тренер юниоров шведской команды «Лидингё Викингс». Завершил карьеру из-за хронических мышечных проблем в 1998 году, спустя 11 лет вернулся на лёд в составе клуба шведского второго дивизиона «Лидингё Викингс».

## Биография
Отакар Вейвода — воспитанник клуба «Кладно». Играл в первой чехословацкой лиге и чешской Экстралиге за родную команду. После того, как Вейвода в составе сборной Чехии выиграл золотую медаль чемпионата мира 1996 года, он вместе со своими партнёрами по тройке нападения в клубе и сборной Мартином Прохазкой и Павлом Патерой перешёл в шведский клуб «АИК» из Стокгольма. Во втором сезоне в шведской лиге он провёл всего 4 игры из-за хронических мышечных проблем. Проблемы оказались настолько серьёзными, что игрок уже в неполных 26 лет был вынужден завершить игровую карьеру.
С 2003 по 2005 годы Вейвода тренировал клуб первой чешской лиги «Бероуншти Медведи».
В 2009 году он ненадолго возобновил карьеру в команде шведского второго дивизиона «Лидингё Викингс». С 2015 года по 2022 год он был тренером юниорской команды «Лидингё Викингс» (до 18 лет). В сезоне 2022/23 вошёл в тренерский штаб «Кладно», а в следующем сезоне возглавил клуб.

## Достижения
- Чемпион мира 1996
- Бронзовый призёр чешской Экстралиги 1994
- Лучший бомбардир плей-офф Экстралиги 1994 (16 очков)
- Вошёл в символическую сборную чемпионата мира 1996

## Статистика
- Чемпионат Чехии (Чехословакии) — 258 игр, 200 очков (85 голов + 115 передач)
- Чемпионат Швеции — 56 игр, 24 очка (12+12)
- Сборная Чехии — 53 игры, 17 голов
- Всего за карьеру — 367 игр, 114 голов

## Семья
Отец – Отакар Вейвода-старший (род. 11.11.1950), бывший защитник чехословацких клубов «Польди Кладно», «Дукла Йиглава» и «Спарта Прага», шестикратный чемпион Чехословакии. С 1991 по 2015 год тренировал различные клубы, в частности, чешский «Кладно» и корейский «Анян Халла».
Младший брат, Мартин Вейвода (род. 12.06.1977) – также бывший хоккеист, игравший в низших чешских лигах, завершил карьеру в 2010 году.